# Dancing in the Dark (album de Sonny Rollins)
Pour les articles homonymes, voir Dancing in the Dark.
Albums de Sonny Rollins
G-Man
(1986) Falling in Love with Jazz
(1989)
Dancing in the Dark est un album de jazz du saxophoniste ténor Sonny Rollins paru en 1987 sur le label Milestone. Rollins est accompagné du tromboniste Clifton Anderson, du pianiste Mark Soskin, du guitariste Jerome Harris et du batteur Marvin Smith.

## Réception
L'auteur et critique de jazz Scott Yanow indique sur AllMusic que c'est son meilleur album à cette période et ajoute que « bien qu'il ne soit pas à la hauteur de ses meilleures interprétations live, cet album studio est très agréable et donne une idée claire de la façon dont Sonny Rollins jouait dans les années 1980 ».
Le musicien et auteur Ian Carr place cet album parmi ses albums favoris et souligne la nouvelle composition « calypso » de Rollins intitulée Duke of Iron.

## Enregistrement
Les enregistrements se déroulent du 15 au 25 septembre 1987 au Fantasy Studios à Berkeley (Californie).
| Musicien         | Instrument      | Titre |  | Équipe technique               |                      |
| ---------------- | --------------- | ----- |  | ------------------------------ | -------------------- |
| Sonny Rollins    | saxophone ténor | 1-7   |  | Sonny Rollins, Lucille Rollins | producteurs          |
| Mark Soskin      | piano           | 1-7   |  | Phil Carroll                   | direction artistique |
| Clifton Anderson | trombone        | 1-7   |  | Richard Corsello               | ingénieur, remixing  |
| Jerome Harris    | guitare basse   | 1-7   |  | Gilles Margerin                | design couverture    |
| Marvin Smith     | batterie        | 1-7   |  | Phil Bray                      | photographie         |

## Titres
L'album propose quatre compositions de Rollins et trois morceaux populaires des années 1930 et 1980.
À propos de l'album, l'auteur Richard Palmer qualifie l'interprétation du morceau I'll String Along with You de « délicieusement exigeante », les compositions de Rollins de « robustes » ainsi qu'une « lecture très fine du morceau éponyme ».
| N°     | Titre                      | Compositeur                   | Durée |
| ------ | -------------------------- | ----------------------------- | ----- |
| Face 1 |                            |                               |       |
| 1.     | Just Once                  | Barry Mann, Cynthia Weil      | 3:26  |
| 2.     | O.T.Y.O.G.                 | Sonny Rollins                 | 4:41  |
| 3.     | Promise                    | Sonny Rollins                 | 6:29  |
| 4.     | Duke of Iron               | Sonny Rollins                 | 4:17  |
| Face 2 |                            |                               |       |
| 5.     | Dancing in the Dark        | Howard Dietz, Arthur Schwartz | 7:08  |
| 6.     | I'll String Along with You | Al Dubin, Harry Warren        | 4:44  |
| 7.     | Allison                    | Sonny Rollins                 | 7:08  |